# RIP (groupe)
Pour les articles homonymes, voir Rip.
RIP est un groupe de punk hardcore espagnol, originaire de Mondragón, Pays basque. En 2014, trois des quatre premiers membres — le chanteur Karlos « Mahoma » Agirreurreta, le bassiste « Portu » Mancebo et le guitariste Jul Bolinaga — décèdent.

## Biographie
En 1981, les frères Bolinaga, Jul et Txerra, forment un groupe appelé Doble Cero, avec le bassiste et le chanteur Eduardo Mancebo (Portu). Ils ajoutent Juan Luis Mallabi au chant, et continuent dans la direction punk hardcore. Mallabi est ensuite appelé à son service militaire, et est remplacé par leur manager Karlos Agirreurreta (Mahoma).
Au retour de Mallabi, des tensions font surface entre lui et Mahoma, menant Mallabi à quitter le groupe.
Les membres restants se rebaptisent RIP, publiant le maxi-single Zona Especial Norte en 1984, édité par le label Basati Diskak, partagé avec Eskorbuto. En 1985, bien que signé avec un label indépendant, le groupe réussit à publier un album live : 83 84 Elgoibar Vitoria Lasarte Barna, en format cassette (plus rééditée par Destruye!!! Records en 2006). RIP ouvre le festival Euskal Rock, à Barcelone, en novembre 1985, avec La Polla Records, Kortatu et Cicatriz.
En 1987, ils publient leur premier album studio, No te muevas publié par le label Basati Diskak. En 1991, le groupe revient jouer un concert au festival Arrasate Press de Mondragón.
Alors que Fermin Muguruza travaille sur un festival en 1994, lui et son propre label Esan Ozenki, invitent Mahoma, Jul, Txerra et Portu à parttager la scène avec d'autres groupes, réunifiant ainsi RIP. En 1995, le concert de réunion est publié en format CD sous le titre HIESari Aurre Egiten!!. En 1996, Portu meurt d'une overdose d'héroïne, et est temporairement remplacé par Xabi.
En 2001, RIP enregistre le morceau Anti-Politica pour la compilation Gaztetxeak martxan!. En 2003, Karlos « Mahoma » succombe d'un cancer, et signe la fiun du groupe. En parallèle, Jul et Txerra forment en 2003 avec Evaristo Páramos le groupe éphémère The Kagas, puis The Meas en 2004.
Le 15 novembre 2014, Jul Bolinaga décède à Guipúzcoa alors qu'il joue avec son groupe The Potes. Sa mort, à l'âge de 50 ans, est due à une crise cardiaque.

## Discographie

### Démos
- 1983 : Premiere demo

### Compilations
- 1984 : Spanish HC (BCT Tapes)